# العلاقات التشيكية الدومينيكية
العلاقات التشيكية الدومينيكية هي العلاقات الثنائية التي تجمع بين التشيك ودومينيكا.

## مقارنة بين البلدين
هذه مقارنة عامة ومرجعية للدولتين:
| وجه المقارنة                                              | التشيك                                                                            | دومينيكا              |
| --------------------------------------------------------- | --------------------------------------------------------------------------------- | --------------------- |
| المساحة (كم2)                                             | 78.87 ألف                                                                         | 751                   |
| عدد السكان (نسمة)                                         | 10.52 مليون                                                                       | 73.92 ألف             |
| الكثافة السكانية (ن./كم²)                                 | 133.38                                                                            | 9.84 ألف              |
| العاصمة                                                   | براغ                                                                              | روسو                  |
| اللغة الرسمية                                             | اللغة التشيكية                                                                    | لغة إنجليزية          |
| العملة                                                    | كرونة تشيكية، كرونة تشيكوسلوفاكية                                                 | دولار شرق الكاريبي    |
| الناتج المحلي الإجمالي (بليون دولار)                      | 215.73 مليار                                                                      | 562.54 مليون          |
| الناتج المحلي الإجمالي (تعادل القوة الشرائية) بليون دولار | 356.15 مليار                                                                      | 789.63 مليون          |
| الناتج المحلي الإجمالي الاسمي للفرد دولار أمريكي          | 17.55 ألف                                                                         | 7.12 ألف              |
| الناتج المحلي الإجمالي للفرد دولار أمريكي                 | 31.19 ألف                                                                         | 10.88 ألف             |
| مؤشر التنمية البشرية                                      | 0.878                                                                             | 0.724                 |
| رمز المكالمات الدولي                                      | +420                                                                              | +1767                 |
| رمز الإنترنت                                              | .cz                                                                               | .dm                   |
| المنطقة الزمنية                                           | ت ع م+01:00، ت ع م+02:00، توقيت وسط أوروبا، توقيت وسط أوروبا الصيفي، أوروبا/براغ ‏ | 00، توقيت أطلنطي موحد |

## منظمات دولية مشتركة
يشترك البلدان في عضوية مجموعة من المنظمات الدولية، منها:
| علم المنظمة | اسم المنظمة                        | تاريخ انضمام التشيك | تاريخ انضمام دومينيكا |
| ----------- | ---------------------------------- | ------------------- | --------------------- |
|             | مؤسسة التنمية الدولية              | 1993                | 29 سبتمبر 1980        |
|             | يونسكو                             | 22 فبراير 1993      | 9 يناير 1979          |
|             | مؤسسة التمويل الدولية              | 1993                | 29 سبتمبر 1980        |
|             | منظمة حظر الأسلحة الكيميائية       | ?                   | ?                     |
|             | الأمم المتحدة                      | 19 يناير 1993       | 18 ديسمبر 1978        |
|             | الاتحاد الدولي للاتصالات           | 1993                | 28 أكتوبر 1996        |
|             | منظمة الشرطة الجنائية الدولية      | ?                   | ?                     |
|             | البنك الدولي للإنشاء والتعمير      | 1993                | 29 سبتمبر 1980        |
|             | الاتحاد البريدي العالمي            | ?                   | ?                     |
|             | وكالة ضمان الاستثمار متعدد الأطراف | 1993                | 7 أكتوبر 1991         |
|             | منظمة التجارة العالمية             | ?                   | ?                     |

## وصلات خارجية
- موقع وزارة الخارجية التشيكية